# Мольвиг, Грюнет
Грюнет Мольвиг (норв. Grynet Molvig; род. 23 декабря 1942, Роде, Эстфолл) — норвежская актриса театра и кино.

## Биография
Посвятить себя карьеры певицы решила в 1960-х годах. Позже она также начала выступать в Швеции, часто вместе с Повелем Рамелем. В то же время она снималась и в кино, как в Норвегии, так и в Швеции.
В 1967 году она получила премию за Лучшую женскую роль на 5-м Московском международном кинофестивале за роль в фильме «Принцесса».
В 2006 году она вернулась на сцену после долгого отсутствия, сыграв роль в мюзикле «Sweet Charity».
Мольвиг была замужем дважды: сначала на норвежском композиторе Альфреде Янсоне, а затем на шведском графе Карле Адаме Левенхаупте. От Янсона у неё родился сын Теодор Янсон, тоже ставший актёром.